# Liste der Bodendenkmäler in Maierhöfen
Auf dieser Seite sind die Bodendenkmäler in der schwäbischen Gemeinde Maierhöfen zusammengestellt. Diese Tabelle ist eine Teilliste der Liste der Bodendenkmäler in Bayern. Grundlage ist die Bayerische Denkmalliste, die auf Basis des Bayerischen Denkmalschutzgesetzes vom 1. Oktober 1973 erstmals erstellt wurde und seither durch das Bayerische Landesamt für Denkmalpflege geführt wird. Die folgenden Angaben ersetzen nicht die rechtsverbindliche Auskunft der Denkmalschutzbehörde.

## Bodendenkmäler in Maierhöfen
| Lage | Objekt                                                       | Akten-Nr.     | Bild           |
| --- | ------------------------------------------------------------ | ------------- | -------------- |
| Ringenberg Schloßbauer (Standort)                                                                                   | Burg Ringenberg→Mittelalterlicher Burgstall.                 | D-7-8326-0023 | weitere Bilder |
| Gemeindegebiet Von Raschenberg, nahe der Landesgrenze über Maierhöfen bis zur Gemeindegrenze am Eistobel (Standort) | Römerstraße Kempten–Bregenz→Straße der römischen Kaiserzeit. | D-7-8326-0024 |                |